# Шерстньов Сергій Андрійович
Сергі́й Андрі́йович Шерстньо́в (20 жовтня 1988, м. Бердянськ, Запорізька область, Українська РСР — 12 червня 2014, поблизу Савур-могили, Шахтарський район, Донецька область, Україна) — український військовослужбовець, десантник, солдат Збройних сил України.

## Життєпис
Сергій Шерстньов народився у Бердянську. Навчався у бердянській багатопрофільній гімназії № 2. Закінчив Вище професійне училище № 9.
2007 року був призваний на строкову військову службу і направлений в навчальний центр «Десна». Перейшов на військову службу за контрактом, через пів року звільнився в запас. Працював інспектором Бердянської виправної колонії.
З початком російської збройної агресії добровольцем прийшов до військкомату, мобілізований на захист Батьківщини 25 березня 2014 року.
Солдат, старший розвідник розвідувальної роти 79-ї окремої аеромобільної бригади Високомобільних десантних військ України, в/ч А0224, м. Миколаїв. Брав участь в антитерористичній операції на сході України, в зоні бойових дій поблизу українсько-російського кордону.
12 червня 2014 року близько 10:00, під час прориву укріпрайону противника біля висоти Савур-могила в Шахтарському районі Донецької області, колону українських військових під командуванням Максима Миргородського (позивний «Майк») атакували російські терористи із засідки, яку вони облаштували на вершині вранці того ж дня. Розвідданих про перебування там терористів українські військовики не мали. У перші хвилини бою дістали поранення двоє бійців з передової групи. Поки їх витягали, солдат Сергій Шерстньов прикривав товаришів вогнем з підствольного гранатомета, випустивши по терористах з десяток гранат. Він загинув від смертельного поранення в серце кулею снайпера, який влучив вище щитка в бронежилеті. За чотири години бою, за підтримки артилерії та вертольотів, вогонь противника подавили, але зі штабу АТО десантникам дали наказ відступити. Це був перший бій за висоту Савур-могила. За даними Міноборони України, втрати російських терористів: 2 БТР, 2 танки (йшли на підмогу зі Сніжного, підбиті ракетами з вертольотів) та 2 автомобілі «Камаз», на яких були встановлені великокаліберні кулемети «Корд». У боях у районі Савур-могили та Степанівки десантники 79-ї бригади втратили двох вояків убитими та більш як 20 пораненими, другий загиблий — сержант Сергій Татарінов.
14 червня у Бердянську прощалися з Сергієм Шерстньовим. Похований на міському кладовищі.
Залишились батьки Андрій Вікторович і Лариса Олексіївна, брат Микола. Рішенням виконавчого комітету Бердянської міської ради від 07.07.2014 р. № 225 мати Сергія забезпечена однокімнатною квартирою.

## Нагороди та звання
- 26 липня 2014 року — за особисту мужність і героїзм, виявлені у захисті державного суверенітету та територіальної цілісності України, відзначений — нагороджений орденом «За мужність» III ступеня (посмертно)[7].
- Почесний громадянин Бердянська (посмертно). Рішенням виконавчого комітету Бердянської міської ради від 12.08.2014 р. № 258 нагороджений «Почесним орденом міста» (посмертно)[6].

## Вшанування пам'яті
У Бердянському економіко-гуманітарному коледжі БДПУ, де навчався Сергій Шерстньов, відкрито пам'ятну дошку на його честь.
На фасаді гімназії № 2 м. Бердянська встановлено меморіальну дошку Сергію Шерстньову. На території навчального закладу учні висадили алею Героїв, почесне право посадити перше дерево з іменами бердянських героїв надали Миколі Шерстньову, рідному братові Сергія.